# Hyperiopsis voringii
Hyperiopsis voringii är en kräftdjursart som beskrevs av Sars 1885. Hyperiopsis voringii ingår i släktet Hyperiopsis och familjen Hyperiopsidae. Inga underarter finns listade i Catalogue of Life.